# Самар-1 (автостанція)
Автостанція «Самар-1» — центральна автостанція в місті Самар. Входить до складу ПАТ «ДОПАС».

## Основні напрямки

### Місцевого формування
- Самар — Дніпро
- Самар — Перещепине
- Самар — Василівка (Самарівський район)
- Самар — Герасимівка (Самарівський район)
- Самар — Голубівка (Самарівський район)
- Самар — Губиниха
- Самар — Дмитрівка (Дніпровський район)
- Самар — Затишне (Самарівський район)
- Самар — Казначеївка (Самарівський район)
- Самар — Королівка (Самарівський район)
- Самар — Миколаївка (Самарівський район)
- Самар — Надеждівка (Самарівський район)
- Самар — Орілька (Самарівський район)
- Самар — Орлівщина
- Самар — Панасівка (Самарівський район)
- Самар — Попасне (Самарівський район)
- Самар — Привільне (Самарівський район)
- Самар — Хащеве
- Самар — Черкаське (Самарівський район)

### Транзитні
- Дніпро — Харків
- Дніпро — Суми
- Дніпро — Перещепине
- Дніпро — Черкаське (Самарівський район)
- Дніпро — Миколаївка (Самарівський район)
- Дніпро — Мінеральні Води (Павлоградський район)
- Дніпро — Чаплинка (Павлоградський район)
- Дніпро — Орлівщина (Самарівський район)
- Дніпро — Михайлівка (Самарівський район)
- Дніпро — Шандрівка (Самарівський район)
- Дніпро — Миролюбівка (Самарівський район)
- Дніпро — Голубівка (Самарівський район)
- Дніпро — Хащеве (Самарівський район)
- Дніпро (Новий центр) — Новоселівка (Самарівський район)
- Дніпро (Новий центр) — Черкаське (Самарівський район)
- Дніпро (Новий центр) — Соколове (Самарівський район)
- Харків — Запоріжжя
- Харків — Кривий Ріг
- Харків — Кам'янське-1
- Харків — Нікополь
- Запоріжжя — Суми